# 1 szeląg 1801
1 szeląg 1801 – pruska moneta szelągowa bita dla Gdańska w 1801 roku na menniczą stopę zakładającą bicie 180 sztuk z grzywny kolońskiej.

## Awers
Pod koroną znajduje się monogram FW będący skrótem od Fridericus Wilhelmus.

## Rewers
U samej góry znajduje się cyfra I, a po jej bokach rozetki, pod nią napis „DANZIG”, poniżej „SCHILLING”, pod nim rok „1801", a na samym dole znak mennicy – litera A.

## Opis
Moneta była bita w mennicy w Berlinie, w miedzi, na krążku o średnicy 18 mm i masie 1,3 grama, z rantem gładkim. Wszystkich monet wybito na równowartość 1000 talarów, czyli 540 000 sztuk.
Stemple do bicia tej monety sporządził Daniel Loos – naczelny medalier berliński.
Liczba istniejących egzemplarzy szacowana jest w przedziale od 601 do 3000 sztuk – stopień rzadkości R3.
Jednorazowe zezwolenie na zamówienie w 1801 r. w mennicy berlińskiej było wydane na wybicie analogicznych do wschodniopruskich z 1790 r., szelągów miedzianych, wedle stopy menniczej: 135 sztuk z grzywny kolońskiej. Ostatecznie wybito jednak 180 sztuk szelągów z jednej grzywny kolońskiej. Nie jest jasne czy korekta stopy menniczej nastąpiła przed emisją czy w jej trakcie.